# Halicarcinus longipes
Halicarcinus longipes is een krabbensoort uit de familie van de Hymenosomatidae. De wetenschappelijke naam van de soort is voor het eerst geldig gepubliceerd in 1998 door Yang & Sun.